# パウル・ヘルマン
パウル・ヘルマン（Paul Hermann、1646年6月30日 - 1695年1月29日）は、ドイツ生まれの医師、植物学者である。15年の間、ライデン植物園（Hortus Botanicus Leiden）の園長を務めた。

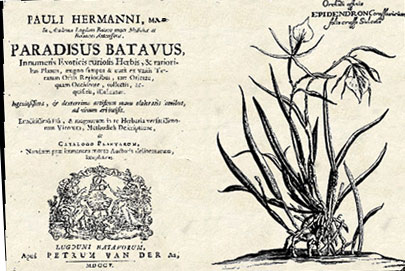
Paradisus batavus, 2nd Edn. (1705)

## 生涯
ハレ・アン・デア・ザーレに生まれた。父親はウルリッヒ教会コンチェルターレのオルガン奏者のヨハン・ヘルマンで母親は神父の娘であった。パドゥアの医学校を卒業した後、オランダ東インド会社に雇われ、セイロンに派遣され、東インド会社所属の船医を務めた。1672年から1677年までその職を務め、その間セイロンの植物、生物を集めた。その後ライデンで働き、1679年にライデン大学の植物学の教授となった。ライデン大学に当時、ヨーロッパで最良の植物園を設立した。
著書にライデン大学植物園の植物について記述した"Paradisus batavus"があり、それはヘルマンの死の3年後にウィリアム・シェラードによって編集され、出版された。シェラードはさらにヘルマンのセイロンの植物に関する原稿をあつめ"Musaeum Zeylanicum"として1717年に出版した。ヘルマンのセイロンの植物の標本は、リンネが"Flora Zeylanica"（1747年）と"Species plantarum"（1753年）を著す時に参考にされ、リンネの著書では"Hermann herb."と表記された。ヘルマンの標本はその後、多くの人々の所有を経て、後にジョセフ・バンクスが購入し、現在はロンドン自然史博物館で保存されている。リンネはヘルマンの植物画家としての技術を賞賛した。

## 著書
- Horti Academici Lugduno-Batavi Catalogus. 1687 (Google Bücher, BSB).
- Florae Lugduno-Batavae flores. 1690 (BSB).
- Paradisus Batavus. 1698 (BSB).

## 文献
- Wie lieb ist Dein Name den Pflanzen. In: Kej Hielscher, Renate Hücking: Pflanzenjäger. In fernen Welten auf der Suche nach dem Paradies. Piper, München 2002, ISBN 978-3-492-24163-2, S. 15–44.
- August Hirsch, Ernst Julius Gurlt: Biographisches Lexikon der hervorragenden Ärzte aller Zeiten und Völker. Urban & Schwarzenberg, Wien, Leipzig, 1886, Bd. 3, S. 171
- Abraham Jacob van der Aa: Biographisch Woordenboek der Nederlanden. Verlag J. J. van Brederode, Haarlem, 1867, Bd. 8, Teil 1, S. 670

(Online)